# Aa (Architekt)
Aa, möglicherweise auch AaAa, war ein altägyptischer Architekt und Bauleiter, sein Titel lautete „Vorsteher der Bauarbeiter“ oder „großer Vorsteher der Bauarbeiter“ (imy-rȝ-iqdw oder imy-rȝ-iqdw-ˁȝ). Er lebte während des Mittleren Reichs (2119–1794/93 v. Chr.), vielleicht unter König Amenemhet II. (etwa 1877/76–1843/42 v. Chr.), unter dem die Stele, auf der Aa genannt wird, stilistisch eingeordnet werden kann.
Aa ist einer von mehreren Namen, die auf der aus der nördlichen Nekropole von Abydos stammenden Totenstele des Vorstehers der Gilde (jmj-rȝ-wˁrt) Sahepu verzeichnet sind. Die Beziehung Aas zu Sahepu ist unklar. Die Lesung des Namens ist problematisch; es ist unsicher, ob das erste Element „Aa“ (altägyptisch für „groß“) Bestandteil des Namens oder beschreibendes Adjektiv als Bestandteil des Titels ist.